# Lee Eun-kyung (Bogenschützin)
Lee Eun-kyung (kor. 이은경; * 15. Juli 1972 in Yongin) ist eine ehemalige südkoreanische Bogenschützin und Olympiasiegerin.

## Karriere
Bei den Olympischen Sommerspielen 1992 in Barcelona wurde sie Olympiasiegerin mit der Mannschaft, die neben Lee aus Kim Soo-nyung und Cho Youn-jeong bestand. Im Einzel belegte sie den neunten Platz.
1999 wurde sie Weltmeisterin im Einzel und  1991 und 1993 mit der Mannschaft. Darüber hinaus gewann sie 3 Goldmedaillen bei den Asienspielen.